# Петков, Калоян
Калоян Петков (болг. Калоян Петков; 14 июля 1972, Габрово, Болгария) — болгарский тренер, наставник ЖФК Гинтра и женской сборной Казахстана.

## Биография
Родился в Габрово. В 1991—1996 годах обучался степени магистра по профессии футбольного тренера в Национальной спортивной академии имени Васила Левского. Начал свою профессиональную карьеру в 2005 году ассистентом тренера в ЖФК «Индиана». В 2009 году Петков стал ассистентом тренера «Звезды-2005». В 2012 году Петков был приглашён ФФК тренировать женскую сборную Казахстана. Наряду с этим Калоян занял пост главного тренера шымкентской «БИИК-Казыгурт».

## Достижения
- Чемпион Казахстанской Женской Лиги (5): 2013, 2014, 2015, 2016, 2017.
- Серебряный призёр Казахстанской Женской Лиги: 2012.
- Обладатель Кубка (6): 2012, 2013, 2014, 2015, 2016, 2017.

## Личная жизнь
Женат на россиянке. Свободно разговаривает на болгарском, русском, казахском, сербском, испанском и английском языках.